# Umberto Veronesi
Umberto Veronesi (Milano, 28 novembre 1925 – Milano, 8 novembre 2016) è stato un oncologo e politico italiano.
Fondatore e Presidente della Fondazione Umberto Veronesi, ha fondato e ricoperto il ruolo di direttore scientifico e di direttore scientifico emerito dell'Istituto europeo di oncologia. È stato direttore scientifico dell'Istituto Nazionale dei Tumori di Milano dal 1976 al 1994. Ha ricoperto l'incarico di Ministro della sanità dal 26 aprile 2000 all'11 giugno 2001 nel governo Amato II.
La sua attività clinica e di ricerca è stata incentrata per decenni sulla prevenzione e sulla cura del cancro. In particolare si è occupato del carcinoma mammario, prima causa di morte per tumore nella donna; in tale ambito è stato il primo teorizzatore e strenuo propositore della quadrantectomia, dimostrando come nella maggioranza dei casi le curve di sopravvivenza di questa tecnica, purché abbinata alla radioterapia, sono le medesime di quelle della mastectomia, ma a impatto estetico e soprattutto psicosessuale migliore.
Si è inoltre distinto per la sua lotta in difesa dei diritti degli animali e dei diritti civili.

## Biografia

### Giovinezza e vita familiare
Figlio di Francesco Veronesi, scomparso quando Umberto aveva sei anni, ed Erminia Verganti, cresce in via Vallazze, al Casoretto, negli allora sobborghi agricoli di Milano, con quattro fratelli maggiori e una sorella minore, il giovane Umberto Veronesi si conquistò lo status di “cittadino” da sé e con le proprie forze, come egli stesso racconta:
Fu bocciato per due volte al ginnasio. Ricorderà:
Data la precoce scomparsa del padre, fu per lui fondamentale la figura materna, Erminia Verganti (a cui ha dedicato il libro Dell'amore e del dolore delle donne):
Ha scritto anche, riguardo alla propria giovinezza:
Veronesi è nato in una famiglia cattolica ed è stato anch'egli praticante, ma si è allontanato dalla religione a partire dai 14 anni, divenendo agnostico. Ha in seguito dichiarato che lo studio dell'oncologia l'ha sempre più convinto della non esistenza di Dio.
Sposato con Sultana Susanna Razon, detta Susy (1932), una pediatra di fede ebraica e di origini turche, sopravvissuta ai campi di concentramento dalla quale ha avuto sei dei sette figli (cinque maschi e due femmine), due dei quali, Paolo e Giulia, hanno seguito le sue orme e sono chirurghi, mentre un terzo, Alberto Veronesi, fa il direttore d'orchestra.

### Attività e incarichi
Laureatosi in medicina e chirurgia presso l'Università degli studi di Milano nel 1951, specializzatosi in chirurgia presso l'Università degli studi di Pavia nel 1956, decide di dedicarsi allo studio e alla cura dei tumori: dopo alcuni soggiorni all'estero (Inghilterra e Francia) entra all'Istituto Nazionale dei Tumori come volontario e ne diventa direttore generale nel 1975.
Nel 1965 ha partecipato alla fondazione dell'AIRC e ha fondato nel 1982 la Scuola europea di oncologia. Dal 1985 al 1988 presidente dell'Organizzazione europea per la ricerca e la cura del cancro.
Contrario per principio allo sciopero dei medici («È uno strumento di lotta legittimo [...] ma, secondo me, non di chi, medico, lavora in ospedale»), nel 1981 è stato minacciato di morte dalle Brigate Rosse, come spiegato da lui stesso:
Ha fondato, nel 1991, ed è stato direttore scientifico dell'IEO - Istituto europeo di oncologia una prima volta dal 1994 al 2000 e, successivamente, dal 2001 al 2014.
Nel 1993 è stato nominato dall'allora ministro della Sanità Raffaele Costa membro della commissione nazionale incaricata di redigere un piano contro le malattie tumorali. Nel 1998 è stato membro della commissione che dovette giudicare gli effetti della cura anti-cancro nota come “terapia Di Bella”.
Nel 2003 ha dato vita alla Fondazione Umberto Veronesi per il progresso delle scienze, con l'obiettivo di sostenere la ricerca scientifica a livello nazionale in oncologia, cardiologia e neuroscienze e promuovere la divulgazione scientifica.
Il nome di Veronesi è legato a contributi scientifici e culturali riconosciuti e apprezzati in tutto il mondo. I contributi scientifici più rilevanti riguardano l'invenzione della chirurgia conservativa per la cura dei tumori mammari.
Nel 2009 è diventato "ambassador" del movimento Internet for Peace, fondato dalla rivista Wired Italia con lo scopo di candidare internet al premio Nobel per la pace nel 2010.
Nel 2009 con la sua Fondazione avvia il progetto Science for Peace, un movimento internazionale per la pace guidato da personalità del mondo scientifico, tra cui diversi premi Nobel. Lo scopo è affrontare le cause alla radice di conflitti e disuguaglianze con approccio scientifico e proporre soluzioni concrete per il loro superamento.

A questo riguardo Veronesi (che si è definito «un pacifista estremista») ha affermato:
Dal 2010 è stato presidente del comitato scientifico della Fondazione Italia USA.

### Attività politica

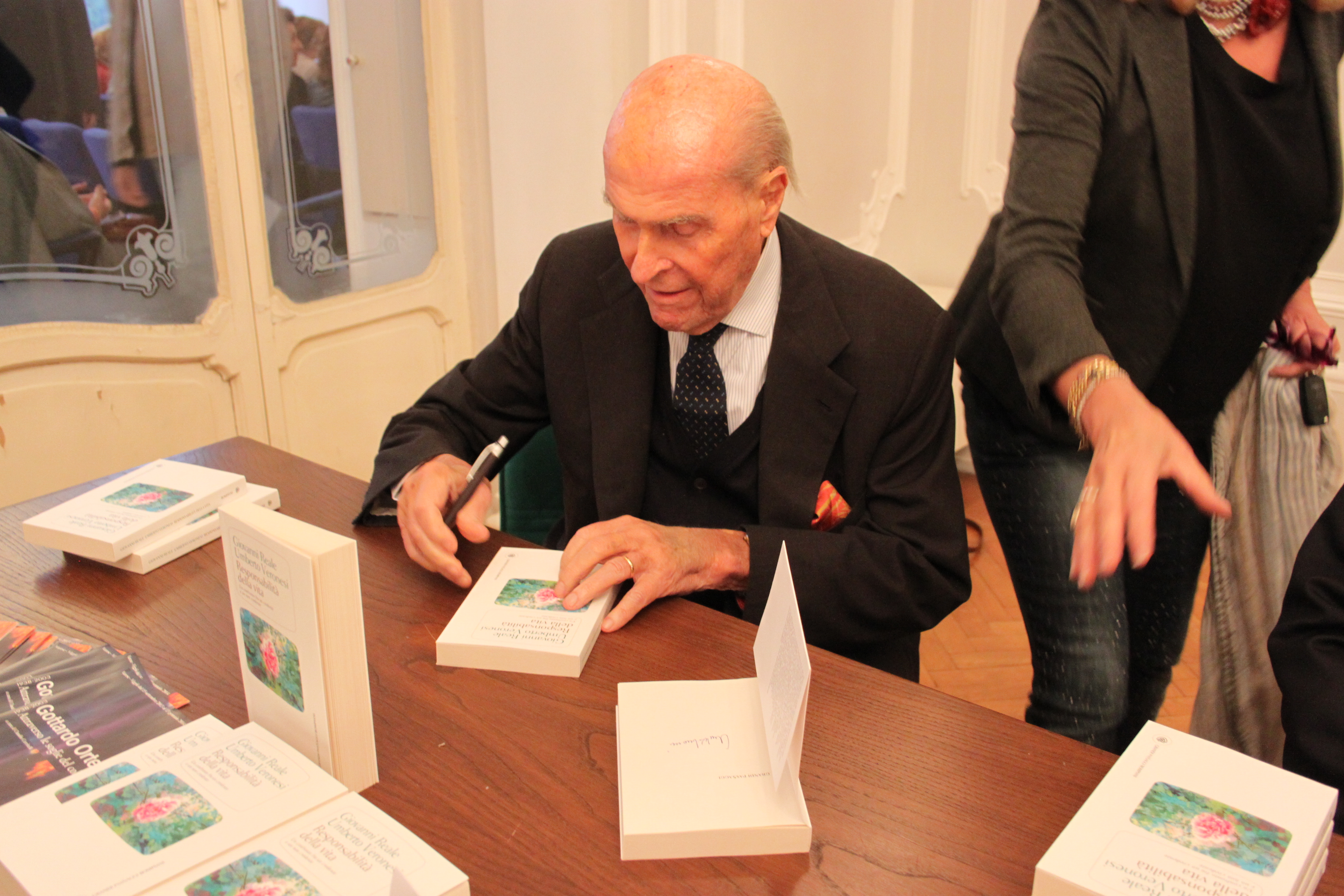
Umberto Veronesi

Da sempre vicino al Partito Socialista Italiano, negli anni ottanta Veronesi venne chiamato da Bettino Craxi a far parte dell'assemblea nazionale del PSI.
Il 26 aprile 2000 è stato nominato Ministro della sanità nel governo Amato II, fino all'11 giugno 2001. In qualità di ministro si è battuto in particolare per una legge antifumo.
Dal 29 aprile 2008 fino al febbraio 2011 è stato senatore del Parlamento Italiano nella XVI Legislatura eletto con il Partito Democratico.
Il 5 novembre 2010 è stato nominato presidente dell'Agenzia per la sicurezza nucleare italiana, carica che lo ha portato alle contestuali dimissioni dall'incarico di senatore. Il 3 settembre 2011 si è dimesso dall'agenzia in polemica con il governo Berlusconi, lamentando l'assenza di una sede, di un decreto formale di nomina e delle strutture minime per consentire all'agenzia di iniziare le sue attività.

### Morte
Umberto Veronesi è morto l'8 novembre 2016 a 90 anni nella sua casa di Milano. I funerali laici si sono svolti a Palazzo Marino in presenza di Giuseppe Sala e di molta gente comune; il figlio Alberto lo ha omaggiato con due brani musicali di Beethoven e Puccini. Dopo i funerali, la salma dell'oncologo è stata cremata.

## Posizioni pubbliche
- Tra le varie campagne di cui Veronesi si è fatto promotore vi è quella, intrapresa nel 1995, per la depenalizzazione e la legalizzazione delle droghe leggere al fine di giungere a una regolamentazione dei derivati della canapa, soprattutto per i suoi usi terapeutici, specialmente in materia di terapia del dolore[36].
- Dal 2002 ha fatto parte dei garanti dell'associazione Libertà e Giustizia, che agisce in difesa della laicità dello Stato e dell'equilibrio tra i poteri.
- È stato favorevole agli Organismi geneticamente modificati. Nel marzo 2005, in occasione di un convegno sulla comunicazione ambientale Veronesi ha affermato che a provocare il cancro, più che gli OGM o le polveri sottili delle automobili, sarebbero le tossine contenute per esempio nella polenta, nelle patate, nella farina di mais o nel basilico[37]. Questa affermazione provocò l'indignazione del movimento Slow Food, dei coltivatori di cibo biologico e dei movimenti contrari alla legalizzazione delle sementi transgeniche[38].
- L'11 dicembre del 2006, in occasione del conferimento della laurea honoris causa in Scienze e tecnologie agrarie all'Università degli Studi di Napoli Federico II, Veronesi ha ribadito che «l'ingegneria genetica non è una bacchetta magica per risolvere i problemi dell'umanità, ma è un metodo estremamente intelligente per combattere la fame nel mondo, per ridurre l'impatto dei pesticidi, per contrastare la desertificazione»
- Nel giugno 2008 ha dichiarato di essere contrario, per principio, alle intercettazioni telefoniche[39].
- È stato contrario alla pena di morte e all'ergastolo ostativo, e ha portato avanti con l'associazione Science for Peace, una campagna abolizionista, affermando: «il nostro sistema di neuroni non è immutabile, ma si rinnova perché il cervello è dotato di cellule staminali in grado di generare nuove cellule. Quindi la persona che abbiamo chiuso in un carcere non è la stessa vent'anni più tardi. Per ogni uomo esiste la possibilità di cambiare ed evolversi. In secondo luogo gli studi sul Dna dimostrano che la violenza non è un imperativo biologico. Al contrario il messaggio del nostro codice genetico è la perpetuazione della specie, una naturale predisposizione alla solidarietà».[40]

### Bioetica animale e vegetarianismo
Nel libro Una carezza per guarire Umberto Veronesi dedica un denso capitolo, l'ultimo, al tema della sperimentazione animale. Come il filosofo australiano Peter Singer, Veronesi auspica l'evolversi di un atteggiamento etico antispecista. Pensando che negli ultimi anni sono stati messi a punto via via diversi metodi di ricerca che non fanno uso di animali, risulta per lui ingiustificata la ancora ampia utilizzazione di cavie da laboratorio, specialmente per esperimenti che darebbero scarso contributo al progresso scientifico; da ciò Veronesi richiama l'urgenza di una legislazione in merito alla sperimentazione animale, al fine di limitare sempre più al minimo, grazie all'utilizzo di tecniche alternative, l'uso di animali da laboratorio e perché gli animali di grossa taglia come primati, cani e gatti siano esclusi del tutto dalle pratiche sperimentali.
Ma il percorso di una nuova etica volta al rispetto degli animali non si ferma alla drastica riduzione delle sperimentazioni mediche su di essi. Veronesi apre un importante inciso a proposito delle condizioni degli animali da allevamento, chiedendosi come possa, chi sia sensibile alla sofferenza delle cavie da laboratorio, rimanere insensibile davanti al crudele trattamento riservato agli animali da macello, considerati mere "macchine" produttive per la trasformazione da una merce (i mangimi) in un'altra (la carne) e destinati a morire per dissanguamento affinché la loro carne prenda quel colorito bianco che piace tanto alle persone comuni, magari quelle stesse persone che, pur prodigandosi nel firmare petizioni contro la vivisezione, non si rendono conto della incoerenza mentale che mostrano nel finanziare proprio, con le loro scelte alimentari a base di carne, la cruenta uccisione di tanti altri animali.
Veronesi spiega che, all'obiezione secondo cui il dolore di un animale non può essere paragonato a quello di un uomo – data la complessa struttura neuropsichica e affettivo-sociale che hanno gli umani a differenza degli animali – i sostenitori dei diritti degli animali rispondono notando come il livello di elaborazione psichica della sofferenza sia ridotto anche nei casi di esseri umani ritardati, cerebrolesi o semplicemente neonati, ma nessuna persona di buon cuore riterrebbe etico uccidere o utilizzare per esperimenti queste ultime categorie di persone, dato che pur possiedono un sistema nervoso e quindi provano sensazioni di gioia e dolore; le piante, invece, non sono dotate di un sistema nervoso, quindi non soffrono e – per questo motivo – i vegetariani preferiscono nutrirsi esclusivamente di alimenti vegetali onde evitare di causare sofferenze inutili.
All'altra obiezione frequente dei negatori dei diritti degli animali – secondo cui tutti gli animali sono aggressivi fra di loro, quindi l'uomo segue semplicemente la legge naturale nell'imporre la propria forza sulle altre specie – è facile rispondere che l'essere umano può benissimo correggere una legge naturale che reputa ingiusta (dal momento che essa prevede l'infliggimento di sofferenze non necessarie da parte di una specie sull'altra) e che il tratto caratterizzante dell'uomo, rispetto agli altri animali, risiede proprio nella sua etica e nel suo rifiutare liberamente quei comportamenti che ritiene brutalmente contrari alla propria coscienza.
Veronesi ritiene che la carne non sia un alimento indispensabile per l'alimentazione umana, e sostiene che la dieta vegetariana, da lui stesso assunta, aiuti a prevenire l'insorgere di gravi malattie, tra cui il cancro intestinale:
In un altro articolo Veronesi chiarisce di essere vegetariano – e di esserlo ormai da molto tempo – non per motivi salutistici, bensì in virtù di ragioni etiche:
Per Veronesi la motivazione salutistica dà ancora più valore ad una scelta prima di tutto etica – poiché suscitata dalla compassione per la sofferenza patita dagli animali –, alla quale si aggiunge pure, come terza motivazione di ulteriore stimolo rafforzativo, la scoperta del valore diremmo terzomondista della scelta vegetariana, spiegato da Veronesi in un altro articolo:
Sempre secondo Veronesi, la produzione incontrollata di carne rischia di privare la Terra di acqua potabile e di fonti energetiche, come da lui denunciato in un'intervista rilasciata al Corriere poco dopo essere stato eletto senatore:
Nel suo libro Longevità, Veronesi inoltre afferma:
Il vegetarianismo, per Veronesi, ha perciò valore etico, salutistico, sociale ed ambientale. Insieme ad altri sforzi etici (come il progressivo accantonamento della sperimentazione animale e di pratiche quali la derattizzazione), il vegetarianismo rappresenta per lui un tassello utile all'instaurarsi di un nuovo rapporto – che sarebbe così non più antropocentrico, bensì solidaristico – tra uomo e natura.
Veronesi ha dichiarato che nell'Istituto Europeo di Oncologia da lui fondato «non si usano animali», pur non negando che altre strutture facenti capo all'Istituto fanno sperimentazione sugli animali nel contesto della ricerca di base. Veronesi ha poi chiarito in una intervista di considerare la sperimentazione sugli animali altrettanto necessaria di quella sull'uomo, e di ritenere però che entrambe debbano sottostare agli stessi vincoli etici di fondo. Parlando del nuovo Istituto europeo di oncologia (Ieo 2) a fianco di quello già attivo, Veronesi ha inoltre dichiarato: «noi vorremmo che i nostri pazienti diventassero tutti vegetariani, perché questo istituto deve avere anche una funzione educativa» e «dobbiamo dare anche l'esempio di una giusta alimentazione».

### Eutanasia e aborto
Veronesi è stato un promotore del consenso informato e del testamento biologico, nonché dell'eutanasia, argomento sul quale ha scritto il libro Il diritto di morire: La libertà del laico di fronte alla sofferenza (2005). Socio onorario dell'associazione Libera Uscita per la depenalizzazione dell'eutanasia, ha anche affermato:
Riguardo all'interruzione volontaria della gravidanza ha scritto:
Autore ateo e laico, col filosofo cattolico Giovanni Reale ha pubblicato nel 2013 il libro dal titolo Responsabilità della vita. Un confronto fra un credente e un non credente, nel quale, partendo da concezioni antitetiche, si manifesta una convergenza di vedute opposte sul tema del non-accanimento terapeutico: secondo Veronesi si fonda sulla libertà di ogni individuo e il diritto di decidere liberamente per sé e del proprio corpo; Reale affermò che la vita è un diritto indisponibile per il suicidio e l'omicidio, ma ‘indisponibile’ "anche nei confronti dell'accanimento terapeutico e della tecnica invasiva alla fine della vita", quando la vera vita ha ormai cessato di essere.
Veronesi ha sostenuto inoltre che, dalla fine degli anni ottanta alla prima metà degli anni duemila, il numero degli aborti sarebbe drasticamente diminuito, in Italia, grazie alla legge 194. Anche a tale riguardo, egli ha parlato della scelta del «male minore»:

### Inceneritori e centrali nucleari
Veronesi era favorevole agli inceneritori come soluzione di alcune problematiche legate allo smaltimento dei rifiuti e ha sostenuto la loro innocuità per la salute.
Beppe Grillo e altri attivisti hanno messo in discussione tali affermazioni, nel caso di Grillo ipotizzando un conflitto di interesse e sostenendo l'esistenza di una sorta di business a beneficio dell'Istituto tumori, consistente nel provocare i tumori e curarli. A tali critiche Veronesi ha risposto con una lettera.
Gli attivisti sostengono che tra i partner della Fondazione Veronesi figurerebbero aziende che si occupano di inceneritori e loro costruzione, centrali a carbone, ad olio combustibile e nucleari. Le aziende chiamate in causa, oltre ad Enel, sono Acea e Veolia Environnement che si occupano, oltre che di reti idriche, di incenerimento inquadrato in ambiti rispettivamente di produzione di energia e di trattamento dei rifiuti.
Tali aziende sono tra i ventitré partner della conferenza mondiale The Future Of Science, di cui la Fondazione Veronesi è una delle tre fondazioni organizzatrici, mentre non figurano tra gli oltre cento partner propri della fondazione.
In altre circostanze, Veronesi si è detto favorevole alle centrali nucleari: il 30 maggio 2007 ha dichiarato che per rispettare gli impegni presi nel Protocollo di Kyoto, ed evitare sanzioni per inadempienza, l'Italia dovrebbe realizzare 10 centrali in 10 anni, superando lo «spauracchio ingiustificato» della tecnologia atomica, con la motivazione che tale fonte «non comporta rischi per la salute e l'ambiente». Allo stesso tavolo era presente il Premio Nobel per la Fisica Carlo Rubbia, il quale si è dichiarato in disaccordo con quanto detto da Veronesi.

### Omosessualità
Veronesi si è detto favorevole sia al matrimonio tra persone dello stesso sesso sia all'adozione da parte di coppie dello stesso sesso, sostenendo la totale uguaglianza tra coppie eterosessuali e coppie omosessuali.
Ha inoltre sostenuto che l'amore omosessuale è quello più puro, in quanto non finalizzato alla sola procreazione.

### Superiorità della donna
Veronesi, in più occasioni, ha sostenuto la superiorità morale e intellettuale della donna sull'uomo. Egli ha scritto che «quella della donna è una grandezza istintiva e completa, una grandezza genetica perché basata su una combinazione di DNA e caratteristiche mentali che porta a una migliore capacità di adattamento». A suo giudizio le donne sarebbero più resistenti al dolore e alla fatica, più fedeli all'azienda o all'istituzione che rappresentano, meno aggressive, più decise, più votate all'armonia, alla pace e al progresso civile.

### Metodo Di Bella
Nel 2012 è apparsa su alcuni siti internet la notizia secondo la quale il suo istituto avrebbe certificato l'efficacia del metodo Di Bella, in realtà si tratta però di una bufala e lo stesso Veronesi dichiara falsa la notizia e conferma l'inefficacia di questa cura alternativa.

## Riconoscimenti
Veronesi ha ricevuto tredici lauree honoris causa, nazionali e internazionali, in Medicina, Biotecnologie Mediche, Fisica, Scienze Agrarie e Scienze Pedagogiche.
Premio Minerva Anna Maria Mammoliti all'Uomo nel 1983
Nel 2002 ha ricevuto il King Faisal International Prize. A questo riguardo, ha poi affermato:
Nel 2009 ha ricevuto il Premio America della Fondazione Italia USA.
Il 2 agosto 2010 gli è stato intitolato un pezzo di lungomare della spiaggia di Jesolo.
Nel 2012 ha ricevuto il “Premio Arte, Scienza e Pace” alla carriera.
Nel 2014 ha ricevuto il Premio nazionale Toson d'oro di Vespasiano Gonzaga.
È stato presidente del comitato scientifico di BioGeM.
Nel marzo 2017 la European School of Oncology (ESO), di cui è stato fondatore, gli intitola l'Umberto Veronesi Memorial Award, premio biennale assegnato a ricercatori che contribuiscono all'avanzamento della ricerca nel trattamento del tumore mammario.

## Onorificenze

### Cittadinanze onorarie
- Cittadino onorario di Asti (31 gennaio 2004)
- Cittadino onorario di Inveruno (2015)[82]
- Cittadino onorario di Monte Argentario (2006).[83]

## Opere
- Umberto Veronesi, Da bambino avevo un sogno. Tra ricerca e cura, la mia lotta al tumore, Milano, Mondadori, 2002, ISBN 88-04-51036-6.
- Umberto Veronesi, Mario Pappagallo, Una carezza per guarire. La nuova medicina tra scienza e coscienza, Milano, Sperling & Kupfer, 2005, ISBN 88-8274-791-3.
- Umberto Veronesi, Il diritto di morire. La libertà del laico di fronte alla sofferenza, Milano, Mondadori, 2005, ISBN 88-04-54864-9.
- Umberto Veronesi, Prefazione a:  AA.VV., La fecondazione assistita. Riflessioni di otto grandi giuristi, introduzione di Maurizio De Tilla, Milano, Fondazione Umberto Veronesi e Fondazione Corriere della Sera, 2005, SBN RMS1296979.
- Umberto Veronesi, Alain Elkann, Essere laico, Milano, Bompiani, 2007, ISBN 88-452-5953-6.
- Umberto Veronesi, L'ombra e la luce. La mia lotta contro il male, Torino, Einaudi, 2008, ISBN 978-88-06-19501-4.
- Umberto Veronesi, Dell'amore e del dolore delle donne, Torino, Einaudi, 2010, ISBN 978-88-06-20133-3.
- Umberto Veronesi, Alessandro Cecchi Paone, Scienza e pace, Bagno a Ripoli, Passigli, 2011, ISBN 978-88-368-1253-0.
- Umberto Veronesi, Il diritto di non soffrire. Cure palliative, testamento biologico, eutanasia, Milano, Mondadori, 2011, ISBN 978-88-04-60652-9.
- Umberto Veronesi, Perché dobbiamo essere vegetariani, in Verso la scelta vegetariana. Il tumore si previene anche a tavola, Firenze, Giunti, 2011, ISBN 978-88-09-76687-7.
- Umberto Veronesi, Longevità, Torino, Bollati Boringhieri, 2012, ISBN 978-88-339-2333-8.
- Umberto Veronesi, Giovanni Reale, Responsabilità della vita, Bompiani, 2013, ISBN 9788845273469
- Umberto Veronesi, La dieta del digiuno. Perdere peso e prevenire le malattie con la restrizione calorica, Milano, Mondadori, 2013, ISBN 978-88-04-62630-5.
- Umberto Veronesi, Il mestiere di uomo, Torino, Einaudi, 2014, ISBN 978-88-06-21692-4.
- Umberto Veronesi, Maria Giovanna Luini, Il mio mondo è donna, Mondadori, 2015, ISBN 978-88-520-5973-5
- Umberto Veronesi, Tre sere alla settimana. 300 film, 12 anni di passione cinematografica, Torino, UTET, 2015, ISBN 978-88-511-3656-7.

## Altri ruoli ricoperti
È stato membro del Consiglio d'Amministrazione della Mondadori.